# Torre di Santa Maria
Torre di Santa Maria é uma comuna italiana da região da Lombardia, província de Sondrio, com cerca de 891 habitantes. Estende-se por uma área de 45 km², tendo uma densidade populacional de 20 hab/km². Faz fronteira com Berbenno di Valtellina, Buglio in Monte, Caspoggio, Castione Andevenno, Chiesa in Valmalenco, Montagna in Valtellina, Postalesio, Sondrio, Spriana.

## Demografia
| Variação demográfica do município entre 1861 e 2011                               |
|                                                                                   |
| Fonte: Istituto Nazionale di Statistica (ISTAT) - Elaboração gráfica da Wikipedia |